# Varpnästjärnet
Varpnästjärnet är en sjö i Karlstads kommun i Värmland och ingår i Göta älvs huvudavrinningsområde. Sjön har en area på 0,503 kvadratkilometer och ligger 69 meter över havet. Sjön avvattnas av vattendraget Ävjan.

## Delavrinningsområde
Varpnästjärnet ingår i det delavrinningsområde (659030-135470) som SMHI kallar för Mynnar i Norsälven. Medelhöjden är 73 meter över havet och ytan är 44,67 kvadratkilometer. Det finns inga avrinningsområden uppströms utan avrinningsområdet är högsta punkten. Ävjan som avvattnar avrinningsområdet har biflödesordning 3, vilket innebär att vattnet flödar genom totalt 3 vattendrag innan det når havet efter 262 kilometer. Avrinningsområdet består mestadels av skog (47 procent) och jordbruk (35 procent). Avrinningsområdet har 0,5 kvadratkilometer vattenytor vilket ger det en sjöprocent på 1,1 procent.